# Стебелєв Андрій Валентинович
Андрі́й Валенти́нович Сте́белєв (нар. 1965, м. Уссурійськ, Приморський край, теперішня РФ) — поет. Член Національної спілки журналістів України (2013), Національної спілки письменників України (2013), Національної спілки краєзнавців України (2015).

## Біографія
Народився 23 березня 1965 р. у м. Уссурійськ Приморського краю (нині у складі Росії). Полковник запасу Збройних сил України з бойовим досвідом в Афганістані, миротворчим — у низці африканських країн (Ангола, ДР Конго), дипломатичної роботи в США. Випускник Військового інституту Міністерства оборони СРСР (Москва, 1987). Перекладач східних мов (урду, дарі). Мешкає у Вінниці з 1992 р.

## Творчість
Друкується з 1989 р. Автор збірок лірики:
- Быть может…  (1997);
- Подземная страна  (1998);
- Tertium Quid  (2000);
- Реки  (2013);
- Асбест  (2015);
- Галюцигенія  (2025).

Автор літературознавчих розвідок про «срібний вік» російської поезії, публікацій про історію авіації, краєзнавчих матеріалів з історії Поділля, зокрема фотоальбому «Тиврівщина» (2015).

## Організатор літературного процесу
Культуртрегер поетичної групи «Лірики Transcendent'a».
Засновник з 2001 р. літературного конкурсу «Малахітовий носоріг».
Є співорганізатором на Поділлі Всеукраїнського поетичного фестивалю «Підкова Пегаса».
Куратор громадської ініціативи «Вінницький Дім поета» від 2010 р.
Голова Вінницької міської організації НСПУ від 2015 р.
Є упорядником регіональних альманахів «Змах крила» (2003), «Маскарад» (2004), «Підкова для носорога» (2016), «Одвічна Вінниччина» (2017) та ін.

## Відзнаки
- Лауреат літературної премії МСПУ ім. В. Даля (2013);
- Літературно-мистецька премія «Кришталева вишня» (2013);[4]
- Літературна премія імені Михайла Стельмаха журналу «Вінницький край» (2016);[5]
- Всеукраїнська літературна премія імені Михайла Коцюбинського (2021) — у номінації «Науково-популярна література» за упорядкування антології «Подільський Краснослов»;[6]
- Всеукраїнська літературно-мистецька премія імені Євгена Гуцала (2021) за книгу «Художнє слово на Вінниччині»;[7]
- Медаль НСПУ «Почесна відзнака» (2025).